# Associação Desportiva de Esposende
A Associação Desportiva de Esposende é um clube português, eclético, localizado na cidade de Esposende, distrito de Braga. Apesar de competir em vários desportos, a ADE é, sobretudo, conhecida, pelas suas equipas de futebol e basquetebol.
Fundada em 27 de Novembro de 1978, a partir do "Esposende Sport Club", clube fundado em 1921 e que viria a ser extinto na sequência de dívidas, a ADE é um dos mais emblemáticos clubes da região do Minho.
O emblema da ADE ostenta a imagem de Santa Maria dos Anjos, padroeira da cidade de Esposende. O equipamento principal atual compreende camisola vermelha, calção vermelho e meias brancas
Tendo como maior rival o Futebol Clube de Marinhas, o clube azul e branco soma 85% das vitórias.

## Estruturas

### Estádio Padre Sá Pereira
A ADE disputa os seus jogos caseiros no Estádio Padre Sá Pereira, estádio municipal com capacidade para 1 700 pessoas. Em 14 de Dezembro de 2013, foram inauguradas as obras de requalificação do estádio e que consistiram, sobretudo, na colocação de um relvado sintético.

## Corpos Dirigentes
Em 29 de Junho de 2021 foram eleitos os novos órgãos sociais para um mandato de três anos, sendo presididos pelos seguintes sócios:
- Assembleia-Geral: Sandra Gonçalves
- Direção: José Sousa
- Conselho Fiscal: António Pereira

Em 01 de Julho de 2021 tomou posse a nova direção sendo os novos órgãos sociais presididos pelos seguintes sócios:
- Assembleia-Geral: Sandra Gonçalves
- Direção: José Sousa
- Conselho Fiscal: António Pereira

## Épocas

### Futebol
Na temporada 2015/16, a ADE disputa a Divisão Honra Série A da Associação de Futebol de Braga, sendo treinada por Mário Souto (antigo jogador do clube). A ADE sagrou-se campeão da Série A, tendo ascendido à divisão Pró-Nacional a disputar na época seguinte.  
Na temporada 2016/17,a ADE disputou a divisão Pró-Nacional, tendo finalizado o campeonato em 10º lugar. Nesta época iniciou a época com o treinador José Miguel, tendo sido substituído por Carlos Viana. Nesta época a ADE disputou e venceu por 2-1 a Taça da AF Braga numa final disputada no Estádio Municipal de Barcelos contra o Porto D'Ave. Esta vitória permitiu à ADE regressar à Taça de Portugal na época seguinte,  ola dindoputar uma competição nacional passados 5. anos  
Na temporada 2017/18,a ADE disputa a divisão Pró-Nacional tendo iniciado a época com o treinador Carlos Viana. Nesta época a ADE disputa a Supertaça da AF Braga com o Arões Sport Clube, a Taça Distrital da AF Braga e também a Taça de Portugal entrando em competição na 1º eliminatória.   

## Títulos

### Futebol
- Divisão de Honra - Série A, AF Braga: 2015/2016
- Taça Distrital, AF Braga: 1971/72; 2016/2017